# Eugène Charles Catalan

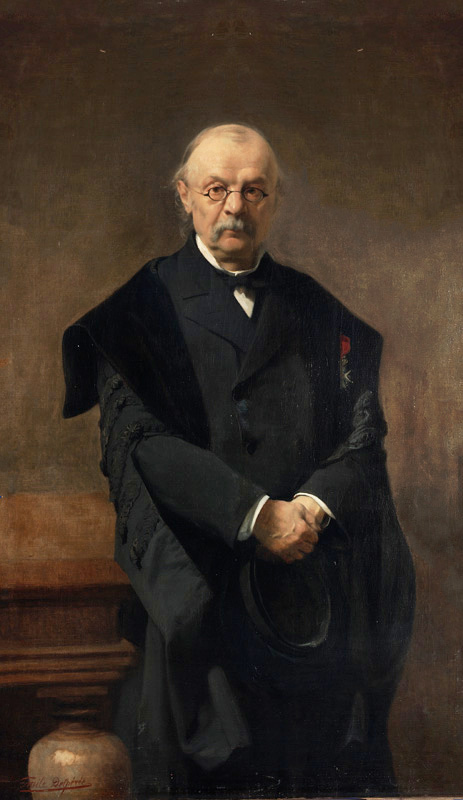
Eugène Charles Catalan. Porträt von Emile Delperée, 1884

Eugène Charles Catalan (* 30. Mai 1814 in Brügge; † 14. Februar 1894 in Lüttich) war ein belgischer Mathematiker.

## Leben
Catalan wurde in Belgien geboren und erhielt seine Ausbildung an der École polytechnique in Paris, wo er Joseph Liouville kennenlernte. Im Jahr 1834 wurde er von der Universität verwiesen und ging daraufhin nach Châlons-sur-Marne, wo er nach seinem Abschluss eine Anstellung erhielt. Er ging 1838 mit der Unterstützung von Liouville zurück an die École Polytechnique, um deskriptive Geometrie zu unterrichten. 1841 wurde er bei Liouville promoviert. 1865 folgte er einem Ruf an die Universität Lüttich. 1865 wurde er assoziiertes Mitglied der Académie royale des Sciences, des Lettres et des Beaux-Arts de Belgique. 1881 wurde er als korrespondierendes Mitglied in die Russische Akademie der Wissenschaften in Sankt Petersburg aufgenommen. Er war korrespondierendes Mitglied der Accademia dei Lincei und der Accademia delle Scienze di Torino. 1879 erhielt er den Leopoldsorden (Ritter).

## Arbeit
Catalan arbeitete an Kettenbrüchen, Darstellender Geometrie, Zahlentheorie und Kombinatorik. Die berühmte Catalansche Vermutung veröffentlichte er 1844, welche erst 2002 von Preda Mihăilescu bewiesen wurde. Seinen Namen trägt eine einzigartige, periodische Struktur im {\displaystyle \mathbb {R} ^{3}}, auf die er 1855 stieß. Die Catalan-Zahlen erarbeitete er sich, um ein kombinatorisches Problem zu lösen. Weiter sind nach ihm die Catalansche Konstante, die Catalanischen Körper (duale Polyeder zu den Archimedischen Körpern) und die Identität von Catalan für Fibonacci-Zahlen benannt, sowie die Catalansche Fläche.

## Bibliographie
- François Jongmans: Une élection orageuse à l'Institut. In: Bulletin de la société royale des Sciences de Liège. 55ème année. Nr. 5–6, 1986, S. 581–603.
- François Jongmans: Eugène Catalan. Géomètre sans patrie – républicain sans république. Société belge des professeurs de mathématiques d’expression française, 1996.

## Schriften
- Théorèmes et Problèmes Géométrie élémentaire, Brüssel, 2. Auflage 1852, 6. Auflage 1879
- Elements de géométrie, 1843
- Traité élémentaire de géométrie descriptive, 2 Bände 1850, 1852, 5. Auflage 1881
- Nouveau manuel des aspirants au baccalauréat ès sciences, 1852 (von dem Buch erschienen 12 Auflagen)
- Solutions des problèmes de mathématique et de physique donnés à la Sorbonne dans les compositions du baccalauréat ès sciences, 1855/56
- Manuel des candidats à l'École Polytechnique, 2 Bände, 1857–58
- Notions d'astronomie, 1860 (das Buch erlebte 6 Auflagen)
- Traité élémentaire des séries, 1860
- Histoire d'un concours, 1865, 2. Auflage 1867
- Cours d'analyse de l'université de Liège, 1870, 2. Auflage 1880